# Secret Samadhi
Secret Samadhi – trzeci studyjny album amerykańskiej grupy rockowej Live. Wydany został 18 lutego 1997 roku. Nagrania dotarły do 1. miejsca listy Billboard 200 w USA.

## Lista utworów
1. „Rattlesnake” – 4:51
2. „Lakini’s Juice” – 4:59
3. „Graze” – 5:39
4. „Century” – 3:22
5. „Ghost” – 6:19
6. „Unsheathed” – 3:36
7. „Insomnia and the Hole in the Universe” – 4:01
8. „Turn My Head” – 3:57
9. „Heropsychodreamer” – 2:48
10. „Freaks” – 4:50
11. „Merica” – 3:21
12. „Gas Hed Goes West” – 5:35